# Astrid Anckers-Öman
Astrid Maria Anckers-Öman, född 24 december 1891 Skeppsholms församling i Stockholm, död 28 augusti 1953 i Danderyds församling, var en svensk målare.
Hon var dotter till Elias Anckers och Hanna Maria Rundgren och från 1917 gift med docenten Erik Öman. Hon studerade vid Tekniska skolan 1909–1911 och vid Högre konstindustriella skolan 1911–1914, Althins målarskola 1914–1915 samt för Wilhelm Smith, Axel Jungstedt och Axel Tallberg vid Kungliga konsthögskolan 1915–1917. Nästan alla hennes tidigare arbeten är med några få undantag förlorade medan det finns relativt gott om arbeten utförda efter 1938. Separat ställde hon bland annat ut i Umeå, Gävle och Stockholm dessutom medverkade hon i flera samlingsutställningar bland annat med Statens konstråd. Hennes konst består i arkitekturbilder och landskapsskildringar från Dieppe och Visby. Anckers-Öman är begravd på Galärvarvskyrkogården i Stockholm.